# Vidanet
A Vidanet Kábeltelevíziós Szolgáltató Zártkörű Részvénytársaság egy magyar távközlési és telekommunikációs vállalat, mely internet-, kábeltelevízió-, valamint telefonszolgáltatást nyújt egyes városokban (Győr, Mosonmagyaróvár, Kaposvár, Tata, Pécs, Harkány), a környező településeken, valamint a Balaton egyes részein.

## Cégtörténet

### A Vidanet jogelődjei
A Vidanet már több mint húszéves múltra tekint vissza a kábeltelevíziós szolgáltatások terén. A cég jogelődje, a Győri Kábeltelevízió Szolgáltató Kft. 1990 márciusában alakult, elsőként nyújtva kábeltelevíziós szolgáltatást Győr területén. A vállalat szolgáltatási területe folyamatosan bővült, 2002-ben pedig a széles sávú internetszolgáltatással gyarapodott a cég kínálata.
A Vidanet másik meghatározó jogelődje a Kaposkábel Kft., mely kezdetben Kaposvár területén biztosított kábeltelevíziós szolgáltatást, majd 2002 áprilisában szolgáltatási területe Pécs belvárosával, 2003 júliusában pedig Mindszent városával bővült. A fejlesztéseknek köszönhetően 2002-ben már Kaposváron is elindult a széles sávú internetszolgáltatás. A Vidanet Zrt. a Győri Kábeltelevíziós Kft., a Kaposkábel Kft. és még két másik társaság 2003-ban történő egyesülését követően nyerte el jelenlegi nevét és társasági formáját.

### Elindul az internet alapú telefonszolgáltatás
2005-ben az akkor több mint 22 ezer előfizetővel rendelkező, budapesti székhelyű Kis-Astrasat Kft.-vel bővült a Vidanet Zrt. A Kis-Astrasat beolvadásával a cég szolgáltatási területe tovább nőtt Budapest II., III., valamint XVIII. kerületeinek egyes részeivel. A rendszeres fejlesztéseknek köszönhetően 2006 végén elindult a digitális kábeltévé szolgáltatás, 2008. október 1-jével pedig elindult a Vidanet internet alapú telefonszolgáltatása.

### 2011-ben számos újdonsággal bővül a szolgáltatások köre
2011 év elején a Vidanet portfóliója üzleti szolgáltatásokkal bővült, majd az év végén bevezetésre kerültek a mobilinternet termékek is. 2011-ben szolgáltatási területükön elsőként tették elérhetővé az HBO GO online filmtárat.

### Elstartol a Vidanet Move online tévészolgáltatás
2016-ban elindul a Vidanet Move online tévészolgáltatás. Az alkalmazással okostelefonon és tableten is bármikor követhetik az ügyfelek a legnépszerűbb digitális csatornák élő adását, iOS és Android mobilplatformon egyaránt.

## Szolgáltatások
1. IPTV
2. Internetszolgáltatás: Kábelinternet saját hálózaton, valamint ADSL internet a Magyar Telekom rézhálózatán
3. Telefonszolgáltatás (VoIP alapokon)
4. Mobilinternet (Telekom mobilhálózaton)

## Társadalmi felelősségvállalás
A Vidanet Zrt. 2010. október 4-én új arculattal jelentkezett. Az új arculat nem csak a vállalat színeinek megváltoztatásával járt. A cég a meglévő helyi tradíciókra építve kívánja folytatni telekommunikációs tevékenységét, melynek keretében szolgáltatásaiban igyekszik engedni a lokális igényeknek, továbbá aktívan jelen kíván lenni a helyi közéletben is, segítve ezzel a szolgáltatási körzetében élők emberek mindennapjait.
A Vidanet társadalmi szerepvállalása keretében támogatott szervezetek:
- 2010 decemberében félmillió forintot adományozott a Vidanet a Petz Aladár Megyei Oktató Kórház alapítványának, melyet a kórház életmentő gyermekműtétek során használt fel.
- A Rába ETO győri futsalcsapattal kötött szerződés keretében támogatói szerződést írt alá a 2010/2011-es évre.
- 2013-ban Szemem Fénye Alapítvány munkáját támogatja a vállalat.
- 2013-ban hirdeti meg az első Vidanet CivilekNet Programot, melynek keretében civil szervezetek pályázhatnak 12 hónapos ingyenes internet-hozzáférésre.
- 2015-ben a vállalat korszerű, valós hálózatán gyakorolhatnak a győri Széchenyi István Egyetem villamosmérnök hallgatói.
- 2015-ben és 2016-ban az országban elsőként nyilvános audionarrált filmklubot indít az AKKU - Akadálymentes és Korlátlan Kultúráért Egyesülettel együttműködve, hogy a látássérültek számára is elérhetővé tegye a kultúrát és a szórakozást.
- Rendszeresen hozzájárul a győri véradó nap sikeréhez.
- 2014 óta a Bátor Tábor munkáját is segíti a Vidanet.
- 2017-ben a Győrben megrendezett Európai Ifjúsági Olimpiai Fesztivál (EYOF) zavartalan szervezését és lebonyolítását távközlési szolgáltatások biztosításával segítette, ezzel a fesztivál aranyfokozatú támogatója lett.
- 2017-ben ingyenes előadásokat szervez „Digitális szülők” címmel, melynek célja a szülők megismertetése az online világgal, annak veszélyeivel és kezelési módjaival a gyermekek védelmében.
- A GAPS Alapítvány munkáját a pedagógiában egyre elterjedtebb Lenovo táblagépekkel támogatja, melyek nagy segítséget nyújtanak az ott tanuló gyermekek fejlesztésében.
- Rendszeresen segíti a győri Szt. Cirill és Method Alapítvány által működtetett Gyermekek és Családok Átmeneti Otthonát, melynek lakóit 2018-ban egy hétnyi élménnyel lepi meg önkéntesei bevonásával.